# De Gedichtenwedstrijd
De Gedichtenwedstrijd is een jaarlijkse gedichtenwedstrijd voor Nederlandstalige gedichten. De wedstrijd is een initiatief van de eerste Nederlandse Dichter des Vaderlands Gerrit Komrij en werd georganiseerd door de Poëzieclub en de Turing Foundation. Komrij had zich laten inspireren door de National Poetry Competition, een soortgelijke wedstrijd in het Verenigd Koninkrijk. Doel van de wedstrijd is meer aandacht voor poëzie te genereren. De eerste twee edities 2009 en 2010 waren louter opengesteld voor in Nederland woonachtige deelnemers en droeg daarom de naam: Turing Nationale Gedichtenwedstrijd. In 2011 werd de wedstrijd ook opengesteld voor deelnemers uit België en stond hierom bekend als de Turing Gedichtenwedstrijd. In 2019 trok de Turing Foundation zich terug en de wedstrijd heet sindsdien: De Gedichtenwedstrijd. Sedert die tijd mag iedereen, ongeacht diens nationaliteit, deelnemen aan de wedstrijd.
Zowel professionele als amateurdichters vanaf de leeftijd van 16 jaar kunnen deelnemen. Gedurende het jureringsproces blijven de dichters anoniem om zo elke vorm van beïnvloeding door een bekende naam te kunnen voorkomen. Drie geldprijzen worden weggegeven, de hoofdprijs is geruime tijd € 10.000 geweest, maar per 2023 is dit voor de 14e editie gehalveerd naar € 5.000. De tweede en de derde prijs schommelde een aantal keren qua hoogte. Tot en met de 10e editie stelde de Turing Foundation het prijzengeld ter beschikking, maar begin 2019 besloot de Turing Foundating te stoppen als de naamgever en de hoofdfinancier van de wedstrijd. De organiserende Poëzieclub besloot om samen te gaan met de De Grote Poëzieprijs (de opvolger van VSB Poëzieprijs) beiden zijn samengegaan onder de noemer Prijs de Poëzie.

## Jurering
De jurering vindt plaats in drie rondes. In de eerste ronde worden de ingezonden gedichten beoordeeld door diverse panels van poëziekenners en literatuurstudenten. Zij selecteren 1000 gedichten die doorgaan naar de tweede ronde. In de tweede ronde worden de gedichten opnieuw beoordeeld door de diverse panels. Zij komen vervolgens tot een longlist, bestaande uit de 100 beste gedichten. Deze gedichten worden gepubliceerd in een bundel. Een jury van prominente dichters, schrijvers en bekende Nederlanders, die jaarlijks qua samenstelling verandert, selecteert uit de top-100 een top 20 en tot slot een top-3. Op de dag van de prijsuitreiking wordt de top 20 tezamen met de drie winnaars bekendgemaakt.

## Reglement
Hieronder volgt een beknopte weergave van het reglement voor deelname aan de gedichtenwedstrijd. 
- Gedichten moeten in het Nederlands zijn geschreven
- De maximale lengte van een gedicht is 40 regels, inclusief witregels, exclusief de titel.
- Er worden geen beperkingen gesteld aan thematiek of stijl van het gedicht.
- Men mag zoveel gedichten insturen als men wenst.
- Gedichten mogen niet eerder zijn gepubliceerd, noch door uitgifte in eigen beheer of digitaal.
- De minimumleeftijd voor deelname is 16 jaar.
- De gedichten dienen te zijn geschreven door de inzender zelf.
- De auteur behoudt het wereldwijde auteursrecht op het door hem ingezonden gedicht.
- De auteur kan niet meer dan één prijs winnen, ook al kunnen er wel meerdere gedichten van één dichter in de longlist zijn opgenomen.
- Indienen van gedichten kan vanaf 1 oktober tot en met 31 december.

### Niet langer toegepaste regels
- Gedichten dienen in het Nederlands (of een Nederlandse of Belgische streektaal) te zijn geschreven.
- Deelnemers dienen woonachtig te zijn in Nederland of België, echter de Nederlandse of Belgische  nationaliteit is geen vereiste.
- De Turing Foundation behoudt het recht om de gedichten op de longlist (100 beste gedichten) tot één jaar na de wedstrijd te publiceren.
- Inzenden kan tot aan de sluitingsdatum die doorgaans in november valt van het betreffende editiejaar en kan alleen op de website van de gedichtenwedstrijd. Hiervoor dient op deze site een account te worden aangemaakt. Op deze site worden na de prijsuitreiking ook de 100 beste gedichten gepubliceerd.

## Edities

### 1e Editie (2009 / 2010)
Op 21 april 2009 gaf Gerrit Komrij de aftrap in het actualiteitenprogramma De Wereld Draait Door; de sluitingsdatum was 1 november 2009. De jury bestond uit dichter Gerrit Komrij (voorzitter), DJ Giel Beelen, korte-verhalenschrijfster Sanneke van Hassel, Turing Foundation-bestuurslid Alexander Ribbink en dichter Vrouwkje Tuinman. De Nationale Dichter des Vaderlands Ramsey Nasr was ambassadeur van de wedstrijd. Op 3 november 2009 werd bekendgemaakt dat de eerste editie van de gedichtenwedstrijd op veel belangstelling kon rekenen: een totaal van 15.688 gedichten was ingestuurd door meer dan 6.300 individuele deelnemers. De uitslag werd bekendgemaakt op de vooravond van Gedichtendag 2010, op 27 januari in de Stadsschouwburg te Amsterdam. Op deze avond werd ook de verzamelbundel Zoals een haan een ei legt gepresenteerd. Hierin waren de honderd beste gedichten verzameld. Het radioprogramma Met het Oog op Morgen van de NOS op Radio 1 deed verslag van de prijsuitreiking. Het winnende gedicht van editie 2009 was "Misbruik" van muziekdocent, componist en schrijver Gerwin van der Werf.
| Winnaar | Dichter             | Land               | Titel van het gedicht | Prijs      |
| ------- | ------------------- | ------------------ | --------------------- | ---------- |
| 1       | Gerwin van der Werf | Vlag van Nederland | Misbruik              | € 10.000,- |
| 2       | René Guljé          | Vlag van Nederland | Mirandabad 1954       | € 2.000,-  |
| 3       | Dennis Gaens        | Vlag van Nederland | Let them eat cake     | € 500,-    |

### 2e Editie (2010 / 2011)
De tweede editie van de Turing Nationale Gedichtenwedstrijd ging van start op 23 april 2010 tijdens de Amsterdamse Boekennacht; deze werd geopend door de dichters Ramsey Nasr en Gerrit Komrij om 19.30 uur bij het beeld Het Lieverdje op het Spui. Zij waren bij de eerste editie respectievelijk in functie van ambassadeur en juryvoorzitter van de wedstrijd. De dichters gaven samen met de twintig winnaars van de eerste editie het startsein voor de tweede editie. De jury bestond uit dichter Gerrit Komrij (voorzitter), Turing Foundation-bestuurslid Alexander Ribbink, cabaretière en presentatrice Claudia de Breij, dichter en zanger Huub van der Lubbe en dichteres Esther Jansma. De Nationale Dichter des Vaderlands Ramsey Nasr was voor de tweede keer ambassadeur van de wedstrijd. Dit jaar werd de tweede ronde beoordeeld door Ron Rijghard, hoofdredacteur van het literaire tijdschrift Awater en recensent van NRC Handelsblad, samen met redacteuren en medewerkers van Awater. De wedstrijd sloot op 1 november 2010 om 24.00 uur. Op 17 november 2010 werd bekendgemaakt dat zo'n 2300 individuele deelnemers 9896 gedichten hadden ingestuurd. De uitslag werd bekendgemaakt aan de vooravond van Nationale Gedichtendag op 26 januari 2011. Op deze avond werd ook de verzamelbundel "Dansen op de maat van het ogenblik" een uitgave van Uitgeverij Augustus gepresenteerd. Als winnaar werd uitgeroepen Henk van Loenen (=Julien Holtrigter) (1946) met het gedicht "Onder de sterren".
| Winnaar | Dichter               | Land               | Titel van het gedicht    | Prijs      |
| ------- | --------------------- | ------------------ | ------------------------ | ---------- |
| 1       | Henk van Loenen       | Vlag van Nederland | Onder de sterren         | € 10.000,- |
| 2       | Peter Knipmeijer      | Vlag van Nederland | Enige feiten over vallen | € 2.000,-  |
| 3       | Maarten van Doremalen | Vlag van Nederland | Jochem gaat op reis      | € 500,-    |

### 3e Editie (2011 / 2012)
De derde editie van de Turing Gedichtenwedstrijd ging van start op 4 juli 2011. De inschrijftermijn sloot op 1 november 2011 om 24.00. Vanaf deze editie is de wedstrijd ook opengesteld voor Vlamingen, en de naam van de wedstrijd veranderde daardoor van Turing Nationale Gedichtenwedstrijd in Turing Gedichtenwedstrijd. Tevens zijn de deelnamekosten met één euro verhoogd, per gedicht dient men vier euro administratiekosten te betalen. Op 3 november maakte de organisatie van de Turing Gedichtenwedstrijd bekend dat de editie van 2011 meer inzendingen had opgeleverd dan in 2010. In totaal werden er 10.131 gedichten ingestuurd, 262 meer dan in 2010. Dit jaar konden Vlaamse dichters voor het eerst meedoen. Van de 2.227 dichters die meededen, kwamen er 314 uit België. Op 15 december 2011 werd de Top 1000 bekendgemaakt en 20 december de Top 100. 15 gedichten in de Top 100 waren van Vlaamse dichters. Ramsey Nasr, dichter des vaderlands, vormde samen met Ellen Deckwitz, Mauro Pawlowski, Alexander Ribbink en Halina Reijn de hoofdjury. Nasr was de voorzitter van deze jury. Gerrit Komrij was de ambassadeur van de wedstrijd. Voor het gedicht Twitter - de echo's van de #eeuwigheid - ontving Chris den Engelsman uit Houten een eervolle vermelding. De Vlamingen David Troch en Hilde Van Cauteren wonnen de eerste en derde prijs. Kate Schlingemann uit het Friese Hartwerd won de tweede prijs.
| Winnaar | Dichter            | Land               | Titel van het gedicht  | Prijs      |
| ------- | ------------------ | ------------------ | ---------------------- | ---------- |
| 1       | David Troch        | Vlag van België    | Wij waren geen jongens | € 10.000,- |
| 2       | Kate Schlingemann  | Vlag van Nederland | Bemoeizorg             | € 1.500,-  |
| 3       | Hilde Van Cauteren | Vlag van België    | Carne Vale             | € 1.000,-  |

### 4e Editie (2012 / 2013)
De vierde editie van de Turing Gedichtenwedstrijd ging van start op 20 juni 2012. De Inschrijftermijn sloot op 15 november 2012 om 24:00. In totaal werden er 9.834 gedichten ingestuurd. Van de 2.738 dichters die meededen kwamen er 372 uit België.
Ramsey Nasr, dichter des vaderlands, vormde samen met F. Starik, Mirjam van Hengel, Maarten Inghels en Alexander Ribbink de hoofdjury die de beste 100 gedichten moest beoordelen. Nasr was voor de laatste maal de voorzitter van de jury.
| Winnaar | Dichter       | Land               | Titel van het gedicht                                                     | Prijs      |
| ------- | ------------- | ------------------ | ------------------------------------------------------------------------- | ---------- |
| 1       | Onno Kosters  | Vlag van Nederland | Doe-het-zelf                                                              | € 10.000,- |
| 2       | Elly Stolwijk | Vlag van Nederland | Waarom de zilvermeeuw in de nacht boven de parkeerplaats moet schreeuwen. | € 1.500,-  |
| 3       | Rik Dereeper  | Vlag van België    | Vier manieren om te dumpen                                                | € 1.000,-  |

### 5e Editie (2013 / 2014)
De vijfde editie van de Turing Gedichtenwedstrijd ging van start op 12 juni 2013. De inschrijftermijn sloot op 15 november 2013 om 24:00. In totaal werden er 9.835 gedichten ingestuurd. Van de 3.029 dichters die gedichten inzonden, kwamen er 598 uit België.
Joke van Leeuwen vormde samen met Rob Schouten, Jannah Loontjens, David Troch en Pieter Geelen de hoofdjury die de beste 100 gedichten moest beoordelen. De voorselectie werd gedaan door redactieleden van een Nederlands en een Belgisch poëzietijdschrift. Eind 2013 werd bekendgemaakt welke gedichten in de Top-100 waren gekomen. 5 februari 2014 was de prijsuitreiking in de Zuiderkerk in Amsterdam.
| Winnaar | Dichter               | Land               | Titel van het gedicht | Prijs      |
| ------- | --------------------- | ------------------ | --------------------- | ---------- |
| 1       | Mieke van Zonneveld   | Vlag van Nederland | Nee                   | € 10.000,- |
| 2       | Sven Eugeen Cooremans | Vlag van België    | Sisyphus              | € 1.500,-  |
| 3       | Jan-Willem Dijk       | Vlag van Nederland | stenenkamer           | € 1.000,-  |

### 6e Editie (2014 / 2015)
De inschrijftermijn van de zesde editie van de Turing Gedichtenwedstrijd sloot op 15 november 2014 om 24:00. In totaal werden er 10.355 gedichten ingestuurd. Van de 3.319 dichters die gedichten inzonden kwamen er 542 uit België.	
Dichter des Vaderlands Anne Vegter vormde samen met Joke Hermsen, Ingmar Heytze, Philip Hoorne en Françoise Geelen de hoofdjury die de beste 100 gedichten beoordeelde. De voorselectie werd gedaan door redactieleden van een Nederlands en een Belgisch poëzietijdschrift. Eind 2014 werd bekendgemaakt welke gedichten in de Top 100 waren gekomen. Op 4 februari 2015 was de prijsuitreiking in de Stadsschouwburg Amsterdam.
De zesde editie kende twee eersteprijswinnaars die de hoofdprijs van € 10.000,- moesten delen.
| Winnaar | Dichter            | Land               | Titel van het gedicht | Prijs     |
| ------- | ------------------ | ------------------ | --------------------- | --------- |
| 1       | Ruth Lasters       | Vlag van België    | Witlof                | € 5.000,- |
| 1       | Laurens Hoevenaren | Vlag van Nederland | De zotte Charlotte    | € 5.000,- |
| 2       | Alja Spaan         | Vlag van Nederland | Plezierig             | € 2.500,- |

### 7e Editie (2015 / 2016)
De inschrijftermijn van de zevende editie van de Turing Gedichtenwedstrijd sloot op 15 november 2015 om 24:00. In totaal werden er 10.243 gedichten ingestuurd. Van de 3.225 dichters die gedichten inzonden kwam 84% uit Nederland en 16% uit België.	
Dichter des Vaderlands Anne Vegter vormde samen met Maartje Wortel, John Jansen van Galen, Stijn Vranken en Françoise Geelen de hoofdjury die de beste 100 gedichten beoordeelde. De voorselectie werd gedaan door redactieleden van een Nederlands en een Belgisch poëzietijdschrift. Begin 2016 werd bekendgemaakt welke gedichten in de Top 100 waren gekomen. Op 3 februari 2016 was de prijsuitreiking in de Stadsschouwburg Amsterdam.
| Winnaar | Dichter        | Land               | Titel van het gedicht      | Prijs      |
| ------- | -------------- | ------------------ | -------------------------- | ---------- |
| 1       | Else Kemps     | Vlag van Nederland | En of het zo door kan gaan | € 10.000,- |
| 2       | Geert Viaene   | Vlag van België    | En dan is alles anders     | € 5.000,-  |
| 3       | Joyce Willemse | Vlag van Nederland | Kleine universa op wielen  | € 2.000,-  |

### 8e Editie (2016 / 2017)
De inschrijftermijn van de achtste editie van de Turing Gedichtenwedstrijd sloot op 15 november 2016 om 24:00. In totaal werden er 7815 gedichten ingestuurd door 2572 dichters waarvan 364 uit België. 
Scheidend Dichter des Vaderlands Anne Vegter vormde samen met Akwasi, Spinvis, Maud Vanhauwaert en Françoise Geelen de hoofdjury die de beste 100 gedichten beoordeelde. De voorselectie werd gedaan door redactieleden van een Nederlands en een Belgisch poëzietijdschrift. Begin 2017 werd bekendgemaakt welke gedichten in de Top 100 waren gekomen. Op 1 februari 2017 was de prijsuitreiking in de De Rode Hoed, Amsterdam en werd live uitgezonden in het radioprogramma Met het Oog op Morgen.
| Winnaar | Dichter           | Land               | Titel van het gedicht | Prijs      |
| ------- | ----------------- | ------------------ | --------------------- | ---------- |
| 1       | Dorien de Wit     | Vlag van Nederland | Legenda               | € 10.000,- |
| 2       | Laurine Verweijen | Vlag van Nederland | Meisje                | € 5.000,-  |
| 3       | Bernadette Stom   | Vlag van Nederland | Groeizucht            | € 2.000,-  |

### 9e Editie (2017 / 2018)
Aan de negende editie van de Turing Gedichtenwedstrijd deden in totaal 2.926 dichters mee uit Nederland en Vlaanderen. In het totaal moest de jury 8.306 gedichten ingezonden gedichten beoordelen. De voorjury, bestaande uit medewerkers van poëzietijdschriften Awater en De Poëziekrant stelde uit de inzendingen eerst een top 1000 en vervolgens een top 100 op. De jury bestaande uit de dichter Tsead Bruinja (juryvoorzitter), Simone Atangana Bekono (schrijver, dichter), Lies van Gasse (dichter, beeldend kunstenaar), Sef (popartiest) en Françoise Geelen (medeoprichter Turing Foundation) koos vervolgens de drie winnaars. Op 31 januari 2018 was de prijsuitreiking in de De Rode Hoed, Amsterdam en werd live uitgezonden in het radioprogramma Met het Oog op Morgen.
| Winnaar | Dichter             | Land               | Titel van het gedicht                                  | Prijs      |
| ------- | ------------------- | ------------------ | ------------------------------------------------------ | ---------- |
| 1       | Jean-Paul Rosenberg | Vlag van Nederland | Laatste foto van de vrede                              | € 10.000,- |
| 2       | Merel van Slobbe    | Vlag van Nederland | Als je stil bent hoor je in de verte gletsjers smelten | € 5.000,-  |
| 3       | Dan Falck           | Vlag van Nederland | Onderbreking van de sleur                              | € 2.000,-  |

### 10e Editie (2018 / 2019)
De tiende editie van De Gedichtenwedstrijd kende 7155 inzendingen van 2442 deelnemers, waarvan 81% uit Nederland en 17% uit België. De jury bestond uit Tsead Bruinja (voorzitter), Neske Beks, Radna Fabias, Jeroen van Kan en Françoise Geelen. Op 6 februari 2019 was de prijsuitreiking in de De Rode Hoed, Amsterdam en werd live uitgezonden in het radioprogramma Met het Oog op Morgen.
| Winnaar | Dichter              | Land               | Titel van het gedicht         | Prijs      |
| ------- | -------------------- | ------------------ | ----------------------------- | ---------- |
| 1       | Meity Völke          | Vlag van Nederland | Onder water                   | € 10.000,- |
| 2       | Truus B.A. Roeygens  | Vlag van België    | KLEINE NULLEN VAN CELSIUS     | € 5.000,-  |
| 3       | Willemijn Kranendonk | Vlag van Nederland | Je kan rekenen op verandering | € 2.000,-  |

### 11e Editie (2019 / 2020)
Aan de elfde editie van De Gedichtenwedstrijd deden in totaal 2037 dichters mee, van wie 16% afkomstig uit Vlaanderen, die gezamenlijk 6458 gedichten inzonden. De jury bestond uit voorzitter Tsead Bruinja, Gershwin Bonevacia, Maxim Februari, Dominique De Groen en Asha Karami. Ten gevolge van de coronapandemie vond de bekendmaking van de laureaten uitzonderlijk online plaats op zaterdag 21 maart 2020, en niet in cultuurhuis De Brakke Grond, zoals oorspronkelijk gepland. De 100 beste gedichten van deze editie werden gepubliceerd in de bundel Een geluk als nieuwe wijn geschonken.
| Winnaar | Dichter                     | Land               | Titel van het gedicht                                 | Prijs    |
| ------- | --------------------------- | ------------------ | ----------------------------------------------------- | -------- |
| 1       | Yannick Van Puymbroeck      | Vlag van België    | De American Supremacy Dream dromen                    | € 10.000 |
| 2       | Jorrit-Pieter van der Heide | Vlag van Nederland | De broer                                              | € 3.000  |
| 3       | Alexander van der Weide     | Vlag van Nederland | Richtlijnen voor de koolstofdioxide-uitstoot tot 2030 | € 1.500  |

### 12e Editie (2020 / 2021)
Aan de twaalfde editie van De Gedichtenwedstrijd deden in totaal 1923 dichters mee die gezamenlijk 7028 gedichten inzonden. De jury bestond uit Dichter des Vaderlands Lieke Marsman, winnaar van de 11e editie Yannick van Puymbroeck, dichter Nikki Dekker, dichter Vrouwkje Tuinman en journalist en columnist Jelle Van Riet. De bekendmaking vond plaats op 20 maart 2021 via een live-stream vanuit de Openbare bibliotheek in Amsterdam, waar de top 100 dichters aanwezig waren via Zoom. De 100 beste gedichten van deze editie werden gepubliceerd in de bundel In donzen dromen.
| Winnaar | Dichter             | Land               | Titel van het gedicht                    | Prijs    |
| ------- | ------------------- | ------------------ | ---------------------------------------- | -------- |
| 1       | Sascha Beernaert    | Vlag van België    | Mummie                                   | € 10.000 |
| 2       | Gerda Posthumus     | Vlag van Nederland | Chaos                                    | € 3.000  |
| 3       | Elianne van Elderen | Vlag van Nederland | 100 SONGS EVERY 2000'S KID WILL REMEMBER | € 1.500  |

### 13e Editie (2021 / 2022)
Aan de 13e editie van De Gedichtenwedstrijd deden in totaal 1703 deelnemers mee die gezamenlijk 6003 gedichten inzonden. De jury bestond uit dichter Dean Bowen, dichter Andy Fierens, Dichter des Vaderlands (2021-2023) Lieke Marsman, dichter Liesbeth Lagemaat en journalist Virginie Platteau. De bekendmaking vond plaats op 19 maart 2022 in Vlaams cultuurhuis De Brakke Grond in Amsterdam. Winnares Ruth Lasters had haar winnende gedicht ingediend onder het pseudoniem Paul Bellemans. De 100 beste gedichten van deze editie werden gepubliceerd in de bundel Niets Eeuwig dan het Ogenblik.
| Winnaar | Dichter       | Land               | Titel van het gedicht        | Prijs    |
| ------- | ------------- | ------------------ | ---------------------------- | -------- |
| 1       | Ruth Lasters  | Vlag van België    | Abrikozen                    | € 10.000 |
| 2       | Lieke Gorter  | Vlag van Nederland | Huis                         | € 3.000  |
| 3       | August Tholen | Vlag van Nederland | De dag dat er niets gebeurde | € 1.500  |

### 14e Editie (2022 / 2023)
Aan de 14e editie van De Gedichtenwedstrijd deden in totaal 1477 deelnemers mee die gezamenlijk 5783 gedichten inzonden. De jury bestond uit jurist en dichter Babeth Fonchie Fotchind, redactrice Stefanie Liebreks, en Slamdichter Seckou Ouologuem. De bekendmaking vond plaats op 2 april 2023 in Vlaams cultuurhuis De Brakke Grond in Amsterdam. Deze editie was voor het eerst de hoofdprijs niet meer € 10.000, deze is gehalveerd naar € 5.000, van de tweede en de derde prijs zijn tenopzichte van de vorige editie elk € 500,- minder. De reden voor het lagere prijzengeld is omdat De Poëzieclub het benodigde geld voor de organisatie van de diverse prijzen niet volledig bij elkaar kreeg. De organisatie wilde voorkomen dat de kosten voor deelname aan De Gedichtenwedstrijd verhoogd moesten worden.
| Winnaar | Dichter          | Land               | Titel van het gedicht                      | Prijs   |
| ------- | ---------------- | ------------------ | ------------------------------------------ | ------- |
| 1       | Hester van Beers | Vlag van Nederland | Iets dat leeft                             | € 5.000 |
| 2       | Pim Torn         | Vlag van Nederland | Ik ben speciaal voor jou lesbisch geworden | € 2.500 |
| 3       | Leen Raats       | Vlag van België    | Cumulus                                    | € 1.000 |